# Boliscus decipiens
Boliscus decipiens är en spindelart som beskrevs av O. Pickard-Cambridge 1899. Boliscus decipiens ingår i släktet Boliscus och familjen krabbspindlar.
Artens utbredningsområde är Sri Lanka. Inga underarter finns listade.